# Оранжеволобая аратинга
Оранжеволобая аратинга (лат. Eupsittula canicularis) — птица семейства попугаевых.

## Внешний вид
Длина тела 28 см, масса 80 г. Основная окраска оперения оливково-зелёная с более светлым оттенком на брюшной стороне. Маховые перья тёмно-зелёные, хвостовые снизу жёлто-зелёные или светло-зелёные, сверху тёмно-оливкового цвета. Неоперённая зона вокруг глаз жёлто-оранжевая. Клюв цвета слоновой кости.

## Распространение
Обитают по западному побережью Центральной Америки от Мексики до Коста-Рики.

## Образ жизни
Вне брачного сезона живут большими стаями, которые могут достигать до 100 птиц. Питаются различными семенами, цветками и плодами.

## Размножение
В кладке бывает 2-3 яйца. Птенцы вылупляются через 4 недели. Примерно в 2-месячном возрасте оперённые птенцы вылетают из гнезда.

## Классификация
Вид включает в себя 3 подвида:
- Eupsittula canicularis canicularis (Linnaeus, 1758)
- Eupsittula canicularis clarae R. T. Moore, 1937
- Eupsittula canicularis eburnirostrum (Lesson, 1842)